# Candemil (Amarante)
Candemil is een plaats (freguesia) in de Portugese gemeente Amarante en telt 1 039 inwoners (2001).